# 短葶石豆兰
短葶石豆兰（学名：Bulbophyllum leopardinum）为兰科石豆兰属下的一个种。

## 扩展阅读
- 維基物種上的相關：短葶石豆兰